# Mistrzostwa Świata w Szermierce 1950
Mistrzostwa Świata w Szermierce 1950 – 20. edycja mistrzostw odbyła się w mieście Monte Carlo.

## Klasyfikacja medalowa
| Lp. | Państwo          | złoto | srebro | brąz | Razem |
| --- | ---------------- | ----- | ------ | ---- | ----- |
| 1   | Włochy           | 4     | 1      | 2    | 7     |
| 2   | Francja          | 3     | 4      | 1    | 8     |
| 3   | Dania            | 1     | 1      | -    | 2     |
| 4   | Austria          | 1     | -      | 1    | 2     |
| 5   | Szwecja          | -     | 1      | 1    | 2     |
| 6   | Królestwo Egiptu | -     | -      | 2    | 2     |
| 7   | Wielka Brytania  | -     | -      | 1    | 1     |

## Medaliści

### Mężczyźni
| Złoto | Srebro | Brąz |
| Floret | | |
| Renzo Nostini | Jéhan de Buhan                                                                                                 | Jacques Lataste |
| Włochy · Manlio Di Rosa · Edoardo Mangiarotti · Alessandro Mirandoli · Renzo Nostini · Giorgio Pellini · Saverio Ragno  | Francja · René Bougnol · Jéhan de Buhan · Christian d’Oriola · Jacques Lataste · Adrien Rommel · Claude Netter | Królestwo Egiptu · Osman Abdel Hafeez · Salah Dessouki · Roland Steinauer · Hassan Tawfik · Mahmoud Younes · Mohamed Zulficar      |
| Szpada | | |
| Mogens Lüchow | Carl Forssell                                                                                                  | Dario Mangiarotti |
| Włochy · Giorgio Anglesio · Giuseppe Delfino · Edoardo Mangiarotti · Dario Mangiarotti · Fiorenzo Marini · Carlo Pavesi | Francja · René Bougnol · Jéhan de Buhan · Henri Guérin · Maurice Huet · Claude Nigon · Michel Pécheux          | Szwecja · Ingemar Bondeson · Per Carleson · Sven Fahlman · Carl Forssell · Berndt-Otto Rehbinder · Nils Rydström                   |
| Szabla | | |
| Jean Levavasseur | Vincenzo Pinton                                                                                                | Gastone Darè |
| Włochy · Gastone Darè · Arturo Ferrando · Roberto Ferrari · Aldo Montano · Vincenzo Pinton · Mauro Racca                | Francja · Jacques Lefèvre · Jean Levavasseur · Jean Parent · Maurice Piot · Jean-François Tournon              | Królestwo Egiptu · Ahmed Abou-Shadi · Salah Dessouki · Mohamed Abdel Rahman · Roland Steinauer · Mahmoud Younes · Mohamed Zulficar |

### Kobiety
| Złoto                                                                                           | Srebro                                                                               | Brąz |
| Floret                                                                                          |                                                                                      | |
| Ellen Preis Renée Garilhe                                                                       |                                                                                      | Fritzi Filz |
| Francja · Jacqueline Baudot · Odette Drand · Renée Garilhe · Françoise Gouny · Lylian Guyonneau | Dania · Solveig Jørgensen · Edith Knudsen · Kate Mahaut · Grete Olsen · Ulla Barding | Wielka Brytania · Betty Arbuthnott · Caroline Drew · Mary Alison Glen-Haig · Gillian Sheen · Margaret Somerville |